# Marie-Dorothée de Wurtemberg
 (septembre 2008).
Si vous disposez d'ouvrages ou d'articles de référence ou si vous connaissez des sites web de qualité traitant du thème abordé ici, merci de compléter l'article en donnant les références utiles à sa vérifiabilité et en les liant à la section « Notes et références ».
Marie-Dorothée Louise Wilhelmine Caroline de Wurtemberg (en allemand : Maria Dorothea Luise Wilhelmine Karoline von Württemberg), née le 1er novembre 1797 à Carlsruhe-en-Haute-Silésie, morte le 30 mars 1855 à Buda, est un membre de la Maison de Wurtemberg, qui devint par son mariage archiduchesse d'Autriche et palatine de Hongrie.

## Famille
Fille du duc Louis-Frédéric de Wurtemberg et d'Henriette de Nassau-Weilbourg (1780-1857), fille du prince Charles-Christian de Nassau-Weilbourg (1735-1788) et de Caroline d'Orange-Nassau (1743-1787).

### Mariage et descendance
Cousine germaine du tsar Alexandre Ier de Russie,  la duchesse Marie-Dorothée de Wurtemberg épousa à Vienne le 24 août 1819 l'archiduc Joseph d'Autriche (1776-1847), palatin de Hongrie (fils de l'empereur Léopold II, roi de Bohême et de Hongrie et archiduc d'Autriche, et de Marie-Louise d'Espagne, infante d'Espagne). Appelé à gouverner la Hongrie pour son frère aîné l'empereur François Ier d'Autriche, l'archiduc était âgé de 43 ans. Il avait épousé en premières noces la grande-duchesse Alexandra de Russie, sœur du tsar Alexandre qui mourut prématurément puis la princesse Hermine d'Anhalt qui mourut en mettant au monde des jumeaux en 1817.
De cette dernière union naîtront :
- Élisabeth d'Autriche (1820-1820)
- Alexandre d'Autriche (1825-1837)
- Élisabeth d'Autriche (1831-1903), en 1847 elle épousa Ferdinand de Modène (1821-1849) puis en 1854 Charles-Ferdinand d'Autriche-Teschen (1818-1874)
- Joseph d'Autriche (1833-1905), en 1864, il épousa Clotilde de Saxe-Cobourg-Kohary (morte en 1927)
- Marie-Henriette d'Autriche (1836-1902), en 1853 elle épousa Léopold II de Belgique[1]

### Enfance

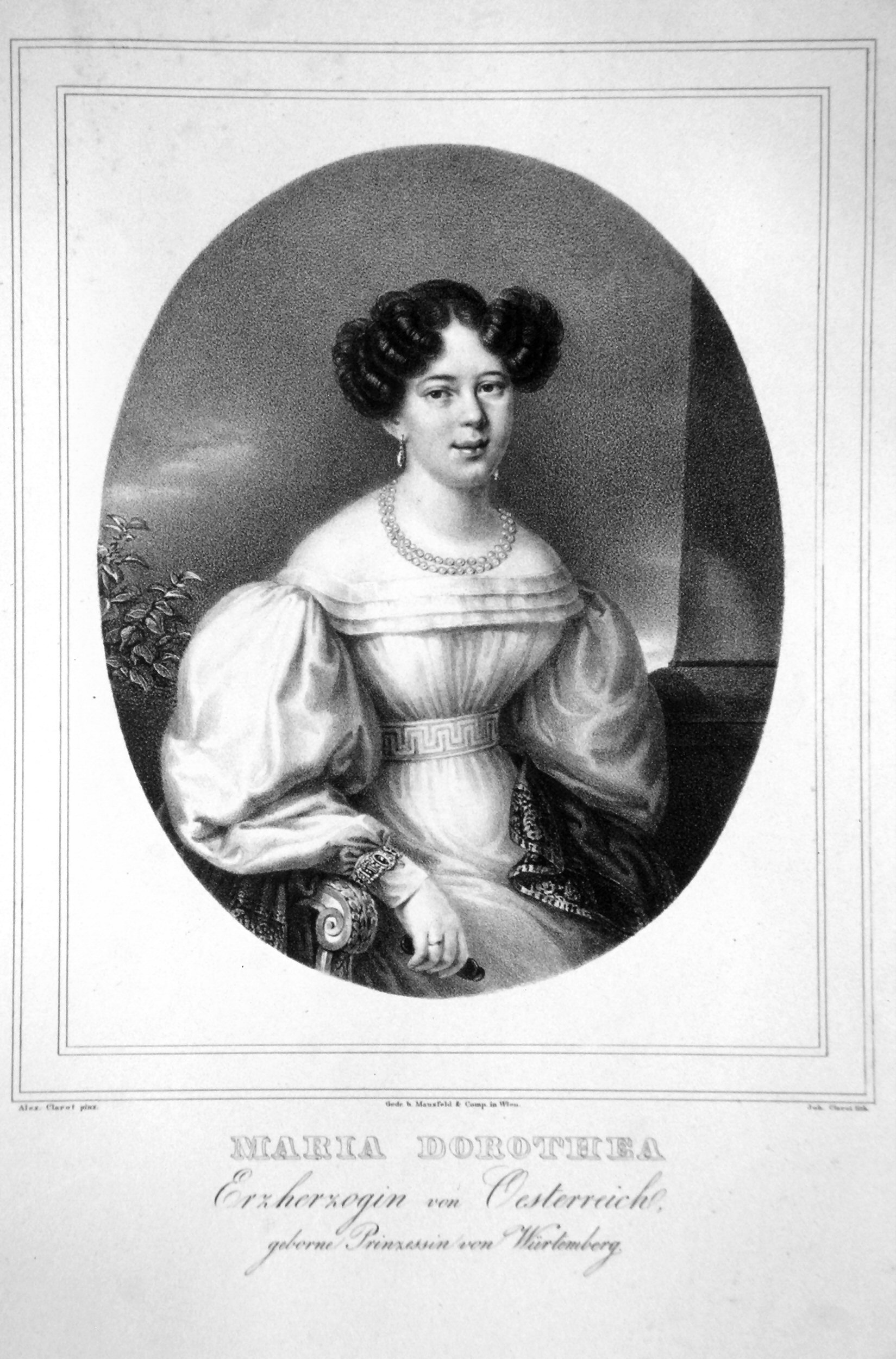
Marie-Dorothée de Wurtemberg (1840), lith. de Johann Baptist Clarot.

Marie-Dorothée de Wurtemberg reçut une solide éducation, et elle avait beaucoup de talent comme musicienne. Carl Maria von Weber, (1786-1826), le compositeur de la musique de Peter Schmoll et ses voisins, Silvana, Abbus Hassan, etc. fut engagé par le duc Louis de Wurtemberg comme intendant de musique au château de Carlsruhe et comme professeur particulier de la jeune duchesse en 1806 et 1807. Le compositeur de musique encouragea la duchesse et ses cours de musique marquèrent son esprit.
Elle eut pour gouvernante, Alexandrine Giraud des Écherolles, laquelle lui dédia son ouvrage "Quelques années de ma vie, publié en 1843 à Moulins chez Martial Place, en deux volumes, et réédité sous le titre Une famille noble sous la Terreur (Paris, Plon, 1907)".

### Après son mariage
Marie-Dorothée de Wurtemberg était de confession luthérienne. Après son union avec l'archiduc Joseph-Antoine d'Autriche, ils vécurent au château de Buda en Hongrie. Elle se comporta en belle-mère attentive envers ses deux beaux-enfants.
En 1847, après la mort de son époux, l'archiduchesse et ses enfants désiraient rester en Hongrie. Mais son neveu, l'empereur Ferdinand Ier d'Autriche refusa, contrairement au contrat de mariage, et elle fut pour ainsi dire bannie à Vienne, probablement à cause de sa foi protestante.
L'archiduchesse s'intéressait beaucoup à la langue hébraïque, et elle désirait le retour des Juifs en Terre sainte. Elle était aussi l'amie du rabbin de Vienne, Lazar Horowitz (1803-1868). En 1851, elle fit annuler l'expulsion d'une centaine de Juifs à Paris.